# Wings (альбом Бонні Тайлер)
«Wings» (укр. «Крила») — п'ятнадцятий студійний альбом валлійської співачки Бонні Тайлер, випущений у Франції 14 квітня 2005 року лейблом «Stick Music» та 22 травня 2006 року у Великій Британії під назвою «Celebrate». Альбом був спродюсований Жаном Лашеном (під псевдонімом Джон Стейдж) в студії «Pasteur» в Парижі. Два треки були написані і спродюсовані Стюартом Емерсоном, а Лоррейн Кросбі виконала гостьовий вокал у пісні «I'll Stand by You». «Wings» містить два перезаписи хітів Тайлер «Total Eclipse Of The Heart» і «It's a Heartache», також співачка стала співавторкою кількох пісень альбому.
«Louise» вийшла як єдиний сингл альбому у 2006 році. «Wings» провів два тижні у французькому чарті альбомів, досягнувши максимального 133 місця.

## Передумови, запис і реліз
У січні 2004 року Тайлер посіла перше місце у Франції з піснею «Si demain... (Turn Around)», яка виконувалася французькою та англійською мовами, що сприяло збільшенню продажів її нового студійного альбому «Simply Believe». Тайлер продовжила працювати у Франції, де почала співпрацювати з продюсером Жаном Ласене, щоб записати ще один альбом. «Wings» вийшов 14 квітня 2005 року, він став її останнім альбомом за вісім років до виходу «Rocks and Honey». Тайлер стала співавтором дев'яти треків для «Wings»; це було вперше у її кар'єрі, коли вона брала безпосередню участь у написанні своїх пісень. Альбом був записаний на студії «Pasteur» в Парижі, а пісні «All I Need Is Love» і «I'll Stand By You» — на студії Стюарта Емерсона у Великій Британії. До «Wings» увійшли два треки, написані Стюартом Емерсоном, один з яких був дуетом з його партнеркою і подругою Тайлер, Лоррейн Кросбі. Раніше Емерсон також брав участь у записі альбому Тайлер «Free Spirit» (1995) та альбому «Simply Believe» (2004). До альбому також увійшли два треки французькою мовою, «Louise» і «Celebrate».
3 червня 2005 року альбом «Wings» вийшов у Норвегії. Тайлер відвідала штаб-квартиру норвезького видання «Verdens Gang» в Осло, де виконала дві акустичні версії пісень «Louise» і «Wings», що наживо транслювалося на їхньому сайті.
У 2006 році «Wings» вийшов у Великій Британії під назвою «Celebrate». До британського релізу альбому не увійшли французькі версії двох синглів.
Також вийшли релізи, що включають живе виконання пісень з «Wings», зокрема: DVD «Bonnie on Tour» (2006); концертні CD «Bonnie Tyler Live» (2006) та «The Complete Bonnie Tyler» (2007); комплект із CD та DVD, який включає DVD «Bonnie on Tour» та альбом «Wings».
У листопаді 2019 року Тайлер перезаписала з продюсером Девідом Маккеєм пісню «Streets of Stone» для «World's Big Sleep Out», благодійної акції на підтримку бездомних. У грудні 2019 року пісня вийшла з відредагованим Філом Спреєм (організатором заходу) текстом.
15 травня 2020 року Тайлер випустила з Лоррейн Кросбі ремікс до пісні «I'll Stand by You» під назвою «Through Thick and Thin (I'll Stand by You)» у вигляді благодійного синглу на підтримку благодійної організації «Teenage Cancer Trust». Сингл посів 64 місце в британському чарті завантажень.

## Оцінки критиків
Альбом отримав змішану рецензію від Томаса Мурейки з «AllMusic». Він назвав альбом «безпрограшним» і додав, що він «є провісником того, що Тайлер треба знову об'єднатися з продюсером рівня Джима Стейнмена, щоб розкрити все найкраще в її неповторному голосі». Зазначивши, що хоча у «Wings» є деякі по-справжньому сильні моменти, він підсумував, що альбом, однак, не запам'ятовується.
Коли альбом вийшов у Великій Британії під назвою «Celebrate», Еллі Робертс (з журналу «Glasswerk») похвалила його. Вона сказала: «Її голос, настільки унікальний, наскільки це взагалі можливо для жінки-співачки, дуже жорсткий, як і раніше. Її гурт так само гарячий, як і всі на сцені (провідний гітарист просто відмінний), з чудовим продюсуванням у всіх відношеннях». Говорячи про трек «Run Run Run Run», вона описала його як «типовий твір, що підходить для чартів, сповнений завивних гітарних соло і запам'ятовуючого приспіву, що прикрасить танцмайданчик будь-якої вечірки», і припустила, що цей трек може стати її наступним гімном.

## Просування

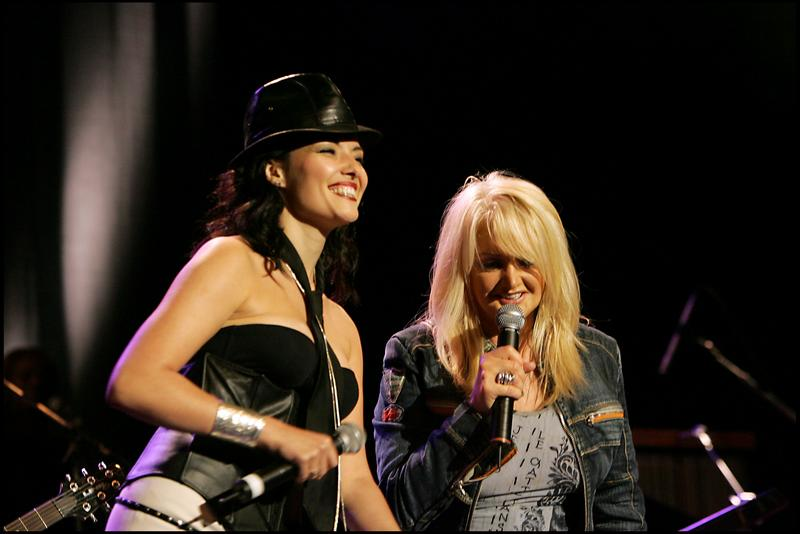
Карін Антонн з Бонні Тайлер під час живого виступу у театрі «La Cigale» в Парижі 8 червня 2005

### Сингли
Сингл з альбому, «Louise», вийшов у Франції у 2005 році, а потім у Великій Британії для просування «Celebrate» 12 червня 2006 року. Тайлер записала відеокліп до синглу на корабелі, що зазнав аварію біля узбережжя Тунісу, який вийшов на CD-синглі.

### Телебачення і гастролі
«BBC» присвятила Бонні Тайлер один з епізодів програми «On Show» під назвою «В один голос». Епізод є коротким документальним фільмом про кар'єру співачки, він вийшов за кілька місяців до виходу альбому «Wings». Тайлер виконала кілька пісень з альбому в La Cigale в Парижі на свій день народження 8 червня 2005 року. Концерт був знятий на відео і випущений як частина DVD під назвою «Bonnie on Tour», а також на концертному CD під назвою «Bonnie Tyler Live», обидва вийшли у 2006 році. У 2005 році вона також виконала кілька пісень на Міжнародному фестивалі пісні в Сопоті.
Між 2004 і 2006 роками Тайлер гастролювала з двома колективами: з її власним гуртом, який вона створила ще у 1990-х роках, і французьким гуртом, з яким вона виступала просуваючи «Wings».

## Трек-лист
| «Wings» (європейський реліз) | «Wings» (європейський реліз)               | «Wings» (європейський реліз)          | «Wings» (європейський реліз) |
| #                            | Назва                                      | Автор                                 | Тривалість                   |
| ---------------------------- | ------------------------------------------ | ------------------------------------- | ---------------------------- |
| 1.                           | «Louise»                                   | Пол Д. Фіцджеральд Бонні Тайлер       | 3:45                         |
| 2.                           | «Celebrate»                                | Карен Дротар Бонні Тайлер             | 2:55                         |
| 3.                           | «Driving Me Crazy»                         | Карен Дротар Бонні Тайлер             | 3:20                         |
| 4.                           | «Hold Out Your Heart»                      | Пол Д. Фіцджеральд                    | 3:52                         |
| 5.                           | «Run Run Run»                              | Карен Дротар Бонні Тайлер             | 3:26                         |
| 6.                           | «Wings»                                    | Пол Д. Фіцджеральд Бонні Тайлер       | 4:02                         |
| 7.                           | «It's a Heartache» (нова версія)           | Ронні Скотт Стів Вулф                 | 3:19                         |
| 8.                           | «Stand Up»                                 | Арно де Розенблат І. Шах Бонні Тайлер | 3:32                         |
| 9.                           | «Crying in Berlin»                         | Пол Д. Фіцджеральд Бонні Тайлер       | 3:34                         |
| 10.                          | «Total Eclipse of the Heart» (нова версія) | Джим Стейнмен                         | 3:50                         |
| 11.                          | «I'll Stand by You» (з Лоррейн Кросбі)     | Стюарт Емерсон                        | 4:17                         |
| 12.                          | «All I Need Is Love»                       | Стюарт Емерсон                        | 4:46                         |
| 13.                          | «I Won't Look Back»                        | Пол Д. Фіцджеральд Бонні Тайлер       | 3:35                         |
| 14.                          | «Streets of Stone»                         | Пол Д. Фіцджеральд >Бонні Тайлер      | 3:27                         |
| 15.                          | «Chante avec moi»                          | Карен Дротар Бонні Тайлер             | 2:55                         |
| 16.                          | «Louise (Il est mon homme)»                | Пол Д. Фіцджеральд Бонні Тайлер       | 3:45                         |

| «Celebrate» (британський реліз) | «Celebrate» (британський реліз) | «Celebrate» (британський реліз) |
| #                               | Назва                           | Тривалість                      |
| ------------------------------- | ------------------------------- | ------------------------------- |
| 1.                              | «Driving Me Crazy»              | 3:26                            |
| 2.                              | «All I Need Is Love»            | 3:31                            |
| 3.                              | «Louise»                        | 3:50                            |
| 4.                              | «Hold Out Your Heart»           | 4:05                            |
| 5.                              | «Run Run Run»                   | 3:34                            |
| 6.                              | «Wings»                         | 4:12                            |
| 7.                              | «Celebrate»                     | 3:02                            |
| 8.                              | «I Won't Look Back»             | 3:42                            |
| 9.                              | «Stand Up»                      | 3:41                            |
| 10.                             | «Crying in Berlin»              | 3:43                            |
| 11.                             | «Streets of Stone»              | 3:36                            |
| 12.                             | «I'll Stand By You»             | 4:17                            |

| «Celebrate» (бонус-треки) | «Celebrate» (бонус-треки)               | «Celebrate» (бонус-треки) |
| #                         | Назва                                   | Тривалість                |
| ------------------------- | --------------------------------------- | ------------------------- |
| 13.                       | «Louise» (музичне відео)                |                           |
| 14.                       | «It's a Heartache» (виступ у La Cigale) |                           |

| «It's a Heartache» (перевидання 2017 року) | «It's a Heartache» (перевидання 2017 року) | «It's a Heartache» (перевидання 2017 року) |
| #                                          | Назва                                      | Тривалість                                 |
| ------------------------------------------ | ------------------------------------------ | ------------------------------------------ |
| 1.                                         | «It's a Heartache»                         | 3:18                                       |
| 2.                                         | «Louise»                                   | 3:40                                       |
| 3.                                         | «Run Run Run»                              | 3:28                                       |
| 4.                                         | «Hold Out Your Heart»                      | 3:45                                       |
| 5.                                         | «Stand Up»                                 | 3:31                                       |
| 6.                                         | «All I Need is Love»                       | 4:44                                       |
| 7.                                         | «Driving Me Crazy»                         | 3:08                                       |
| 8.                                         | «Total Eclipse of the Heart»               | 3:50                                       |
| 9.                                         | «I'll Stand By You»                        | 4:15                                       |
| 10.                                        | «Celebrate»                                | 2:56                                       |
| 11.                                        | «Streets of Stone»                         | 3:29                                       |
| 12.                                        | «Crying in Berlin»                         | 3:33                                       |
| 13.                                        | «Wings»                                    | 4:06                                       |
| 14.                                        | «I Won't Look Back»                        | 3:36                                       |
| 15.                                        | «Louise» (Il est mon homme)                | 3:37                                       |
| 16.                                        | «Celebrate» (Chante avec moi)              | 2:55                                       |

## Чарти
| Чарт (2005)                  | Позиція |
| ---------------------------- | ------- |
| Франція French Albums (SNEP) | 133     |

## Учасники запису
Інформація вказана згідно сайту «AllMusic»:
- Продюсер, виконавчий продюсер — Джон Стейдж
- Менеджмент — Ліонель Дюко
- Інженери звукозапису — Стюарт Емерсон, Сент Джеймс II, Джон Стейдж
- Програмування — Фред Ендрюс, Стюарт Емерсон, Феб, Сент Джеймс II, Джон Стейдж
- Фотографування — Дакс, Бертран Леве, Джон Стейдж, Роберт Салліван
- Обкладинка — Pop at Work
- Міжнародна координація — Карен Дротар
- Клавішні — Фред Ендрюс, Дідьє Колле, Стюарт Емерсон, Сент Джеймс II, Джон Стейдж, Лорен Меліз
- Ударні — Том Бокс, Стюарт Емерсон
- Бас-гітара — Стюарт Емерсон, Дженнік Топ
- Гітара — Стюарт Емерсон, Себастьєн Хієтолт, Ерік «Зікі» Стезіцкі
- Волинка — Луїс Тейллбрест
- Вокал — Бонні Тайлер
- Другий вокал — Лоррейн Кросбі
- Бек-вокал — Лоррейн Кросбі, Карен Дротар, Стюарт Емерсон, Ф. Годбаут, Д. Гарі, Серж Хаузі, Лаура Лахсен, Фанні Лладо, Дж. Дж. Сомбрун, Джон Стейдж